# ジュラシック・パーク/アニュアル
『ジュラシック・パーク/アニュアル』（Jurassic Park: Annual）とは映画『ジュラシック・パーク』のシリーズのコミック作品の一つ。1995年にTopps comicsから出版され、Michael GoldenとRenee Witterstaetterの共同で描かれた映画の1作目の以前に起きた物語の「Sneakers」編と、Neal Barrett, Jr.によって描かれた同じく映画の1作目の後の出来事の物語の「Death Lizards」の全2冊からなる。

## あらすじ
Sneakers編
完成が近づく未完成のジュラシック・パークに中国からミスター・チャンと言う投資家が幼い娘を連れて訪れる。
チャンがジュラシック・パークのスタッフとパークの投資について会議している時、娘はツアーガイドと一緒にジープに乗ってパーク内を見学。彼女はガリミムス、アパトサウルス、ティラノサウルスを見学。しかし、ティラノサウルスのところで、ティラノサウルスがなぜか野蛮な行動を始め轟き始める。
ティラノサウルスのフェンス近くのところにびっくりしたトリケラトプスの群れが集まる。チャンの娘がバックパックに入れてこっそり持ち込んでいたペットのフェレット「スニーカー」が逃げ出し、ティラノサウルスとトリケラトプスのフェンスの方に行って扇動させた。彼女はジープを降り、1人でペットのフェレット「スニーカー」を連れ戻しに未舗装の道路に行ってしまう。コントロール・センターではその異変に気づかない。
帰りのヘリコプターが来た時、彼女は「スニーカー」をフェンスから、なんとか引っ張って父親と帰って行ったのであった。
Death Lizards編
映画のすぐ後的な物語である。
大型ハリケーン「ビアンカ」がイスラ・ヌブラル島を直撃し、幾つかのディロフォサウルスの卵がコスタリカ本土に流れ着いた。やがてプンタレナスの町で不可解な殺人事件が次々と起こる。その犯人は卵から孵ったディロフォサウルスであった。
町の暴走族「イーグル」のリーダーであるアギラールは町を守るためにディロフォサウルスと闘う。

## 登場人物

### Sneakers編
ミスター・チャン（Mr. Chueng）
中国の投資家。娘を連れて、未完成のジュラシック・パークを投資するかどうか話し合う為、イスラ・ヌブラル島のパークにやって来た。彼はパークのコントロール・センターのシステム状態と開発を概説し、最終的にコントロール・センターのシステムに関心を示して、パークのプロジェクトに投資する事を決めた。
チャンの娘、スニーカー（Sneaker）
中国人投資家チャンの娘とペットのフェレット。イスラ・ヌブラル島に父親と一緒にやって来た。
パークの投資について父親が話し合ってる時、彼女は暇つぶしに未完成のパーク内をジープに乗って見学する。彼女は英語が話せず広東語しか話せない。
ガリミムス、アパトサウルス、ティラノサウルスの恐竜を見るが、ティラノサウルスがいるフェンスのところで、ティラノサウルスが奇妙な行動を取り、轟いたところ、トリケラトプスの群れがフェンスのところに集まる。彼女のバックパックに入れて持ち込んでいたペットのフェレット、「スニーカー」が逃げ出し、ティラノサウルスとトリケラトプスのフェンスの処に行き扇動する。彼女は捕まえにフェンスに向う。
迎えのヘリコプターが来た時、彼女はフェレットの「スニーカー」をフェンスからなんとか引っ張って、連れ戻して、何事もなかった様に父親とヘリコプターに乗って帰って行った。
ツアーガイド
チャンの娘をジープに乗せ、未完成のジュラシック・パーク内をガイドした神経質なガイド。スニーカーと言う名前のチャンの娘のペットのフェレットが途中でジープから逃げ出し、英語が話せない彼女がペットを見つけて戻って来るまで、不安がって待たなくてはならなかった。
コントロール・センターの男
眼鏡を掛けたコントロール・センターの黒人の男性。名前が示されていなかったが、明らかにレイ・アーノルドだと思われる。
ロジャー（Roger）
ジュラシック・パークのコントロール・ルームのオペレーター。

### Death Lizards編
アギラール（Águilar）
コスタリカのプンタレナスの暴走族「イーグル」のリーダー。ディロフォサウルスが町を襲った時、町を守る事となる。
ホセ（José）
暴走族のライダー。ディロフォサウルスに襲われオートバイで事故死した。
トロ、カタネ、ティレグ、クバーノ、エル・ラトン（Toro、Catana、Tigre、Cubano、El Raton）
ディロフォサウルスが町を襲った時、アギラールに協力した町のアギラールの友たち。
パコ（Paco）
アギラールの弟で、プンタレナス郊外の農場主。彼が愛していたフォアナと共にディロフォサウルスに殺される。
フォアナ・デ・バルガス（Juana De Vargas）
パコが好きだった田舎娘。最後はパコと共にディロフォサウルスに殺される。
軍長（Sergent）
プンタレナスのコスタリカの警察のメンバーの1人。
ペドロ（Pedro）
コスタリカの警察官。